# Jean-Loup Rivière
Pour les articles homonymes, voir Rivière.
Jean-Loup Rivière, né le 10 janvier 1948 à Caen et mort le 23 novembre 2018 à Paris, est un dramaturge et théoricien français du théâtre.

## Biographie

### Jeunesse et formation
Fils de Chantal Rivière, ancienne adjointe au maire de la ville, Jean-Loup Rivière naît le 10 janvier 1948 à Caen. Marié à la psychanalyste Capucine Milner (1950-2020), il est le père de la haute fonctionnaire et militante politique Constance Rivière, née en 1980.
Étudiant en philosophie à l'université de Caen, il y anime le Groupe de recherches théâtrales de 1969 à 1972. Après avoir commencé une thèse doctorale — qu'il ne soutient pas — sous la direction de Roland Barthes à l'École pratique des hautes études (EPHE), il obtient l'habilitation à diriger des recherches le 15 décembre 2001 à l'université Paris-X.

### Théâtre
Producteur de l'Atelier de création radiophonique sur France Culture de 1973 à 1983, il est ensuite chargé d’études au centre Georges-Pompidou (1977-1980), critique dramatique à Libération (1981-1982), secrétaire général (1983-1986), puis conseiller littéraire et artistique de la Comédie-Française (1986-2001).
Il crée en 1970 et dirige jusqu'en 1976 L’Autre Scène, avant de devenir rédacteur en chef de Comédie-Française et de La Gazette du Français (1983-1986). Il est également directeur de deux collections de la Comédie-Française : « Le Répertoire » (1983-1986) et « Le Spectateur français » (1989-1993). Il est, enfin, rédacteur en chef des Cahiers de la Comédie-Française de 1991 à 2001.

### Enseignement
De 1995 à 2001, il enseigne comme maître de conférences associé à l’Institut d’études théâtrales de l'université Paris-3.
Il est professeur d'études théâtrales[Depuis quand ?] à l'École normale supérieure de Lyon et de dramaturgie au Conservatoire national supérieur d'art dramatique (CNSAD).

### Mort

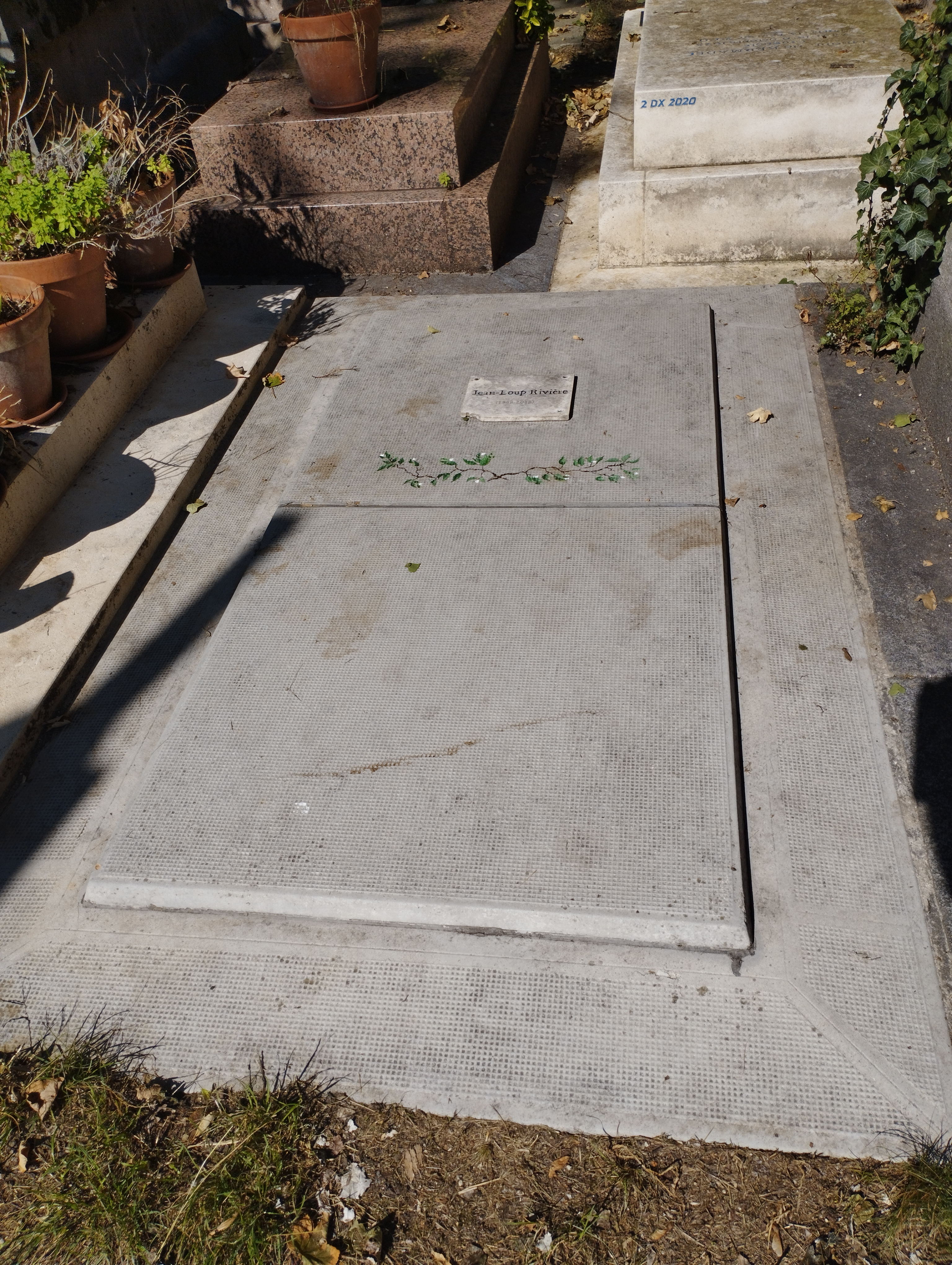
Tombe de Jean-Loup Rivière au cimetière de Montmartre (division 22).

Il meurt à l'âge de 70 ans le 23 novembre 2018 à Paris, et est inhumé au cimetière de Montmartre (division 22).

## Œuvres
- Avec Bernard Louvel (ill. Bernard Louvel), Bande passante, Honfleur, L'Estuaire, 1975, 13 p. (BNF 34563509)
- Avec Edvard Radzinsky, Comédienne d'un certain âge pour jouer la femme de Dostoïevski, suivi de La Pièce de Scirocco, Paris, L'Avant-scène, 1986, 61 p. (BNF 39768700)
- Avec Jacques Lassalle, Conversations sur Dom Juan, Paris, POL, 1994, 109 p. (ISBN 2-86744-422-5, BNF 35724182)
- Comment est la nuit ? : essai sur l’amour du théâtre, Paris, Arkhê, 2002, 140 p. (ISBN 2-85181-518-0, BNF 38864469)
- Avec Jacques Lassalle, Conversations sur la formation de l’acteur, suivi d'Après : pièce de théâtre, Paris, Actes Sud-Conservatoire national supérieur d'art dramatique, 2003, 164 p. (ISBN 2-7427-4634-X, BNF 39213245)
- Jours plissés, suivi de La Pièce du scirocco : théâtre  (préf. Chantal Thomas), Paris-Bruxelles, Les Impressions nouvelles, coll. « Les Impressions nouvelles-Théâtre », 2004, 81 p. (ISBN 2-906131-75-X, BNF 39180014)
- Le Monde en détails, Paris, Le Seuil, coll. « La Librairie du XXIe siècle », 2015, 308 p. (ISBN 978-2-02-117605-6, BNF 44281895, présentation en ligne)Texte issu en partie de chroniques radiodiffusées de l'auteur.
- Oz : drogue, amour et utopie, Paris, Presses universitaires de France, coll. « Série dirigée par Jean-Baptiste Jeangène Vilmer et Tristan Garcia », 2016, 103 p. (ISBN 978-2-13-061962-8, BNF 44505923, présentation en ligne, lire en ligne)

### Chapitres
- « La mise en scène : une théorie du spectateur », dans coll., Mises en scène du monde, Besançon, Les Solitaires intempestifs, 2005 (ISBN 2-84681-083-4, BNF 40075917)
- « Nécessité politique du théâtre », dans coll., Enseigner le théâtre à l'école : au carrefour des lettres, des arts et de la vie scolaire, Buc, SCEREN-CRDP de l'académie de Versailles, coll. « Les Actes de la DESCO », 2006 (ISBN 2-86637-448-7, BNF 40189277)
- « Les trois jubilations », dans coll., Études sur Waltenberg, roman de Hédi Kaddour, Chambéry, L'Act mem, 2007 (ISBN 978-2-35513-000-7, BNF 41026258), p. 211-214
- « Erre (barque) », dans Marianne Alphant, Nathalie Léger (dir.) et al., Objet Beckett, Paris, centre Pompidou-IMEC, 2007 (ISBN 978-2-84426-327-8, BNF 41022346), p. 65-72
- « Racine, Phèdre : la présence des lieux », dans Hédi Kaddour (dir.) et al., Littérature et Saveur :  explications de texte et commentaires offerts à Jean Goldzink, Paris, Le Manuscrit, coll. « L'Esprit des lettres », 2009 (ISBN 978-2304-02400-5, BNF 41474182)
- « L'art de l'acteur », dans Robert Abirached (dir.) et al., Le Théâtre français du XXe siècle : histoire, textes choisis, mises en scène, Paris, L'Avant-Scène théâtre, coll. « Anthologie de l'Avant-Scène théâtre », 2011 (ISBN 978-2-7498-1187-1, BNF 42521689), p. 457-533
- « Électre, le temps retrouvé », dans coll., Trois fois Électre, Paris, INA-IMEC, 2011 (ISBN 978-2-930384-37-5, BNF 42732645), p. 9-11À propos d'Antoine Vitez.

### Préfaces et postfaces
- Michel Vinaver, Théâtre complet, Arles-Lausanne-Annecy, Actes Sud-L'Aire-Théâtre ouvert, 1986, 579 + 545 (BNF 37700224)
- Bernard Chartreux, Un homme pressé : d'après le Livre de Job, Paris, Edilig, 1988, 54 p. (ISBN 2-85601-189-6, BNF 39767290)
- Michel Vinaver (ill. Yannis Kokkos), Le Dernier Sursaut : impromptu, Arles-Paris, Actes Sud-Papiers, coll. « Théâtre », 1989, 25 p. (ISBN 2-86943-231-3, BNF 35059898)

### Éditions
- (de) Roland Barthes (trad. du français par Dieter Hornig), Ich habe das Theater immer sehr geliebt, und dennoch gehe ich fast nie mehr hin : Schriften zum Theater, Berlin, Alexander Verlag, 2001, 347 p. (ISBN 3-89581-063-0, BNF 39986657)
- Roland Barthes, Écrits sur le théâtre, Paris, Le Seuil, coll. « Points essais », 2002 (réimpr. 2015), 358 p. (ISBN 2-02-056733-4, BNF 38924258, présentation en ligne)

### Traductions
- Luigi Pirandello (trad. de l'italien), L'Étau ; Je rêve (mais peut-être pas) [« La morsa ; Sogno (ma forse no) »], Paris, Imprimerie nationale, coll. « Répertoire Comédie-Française », 1992, 64 p. (ISBN 2-11-081248-6, BNF 35504738)
- György Schwajda (en) (trad. du hongrois, préf. Jean-Pierre Sarrazac, trad. du hongrois avec Anna Lakos), L'Hymne : comédie en un acte [« Himnusz »], Paris-Lille, Éditions théâtrales-Miroirs, 1992, 46 p. (ISBN 2-907810-33-2, BNF 35550949)
- György Schwajda (trad. du hongrois avec Anna Lakos), Le Miracle [« Csoda »], Paris, Éditions théâtrales, 1996, 60 p. (BNF 35804472)
- Sándor Weöres (trad. du hongrois avec Anna Lakos), Octopus ou L'Histoire de saint Georges et le dragon : tragi-comédie en deux parties [« Octopus avagy Szent György és a sárkány históriája »], Montpellier, maison Antoine-Vitez, 2003, 45 p. (SUDOC 076087786)
- György Spiró (en) (trad. du hongrois avec Anna Lakos), Quatuor : comédie, Montpellier, maison Antoine-Vitez, 2003, 46 p. (SUDOC 076089436)

## Filmographie
- Le garçon de café dans Guerres civiles en France (réal. François Barat, Joël Farges et Vincent Nordon), 1978, 2 h 15 min.
- Le Jeu de l'oie (réal. Raoul Ruiz), 1980, 30 min.
- La Présence réelle (réal. Raoul Ruiz), 1984, 1 h